# Porella subcompressa
Porella subcompressa är en mossdjursart som beskrevs av Busk 1884. Porella subcompressa ingår i släktet Porella och familjen Bryocryptellidae. Inga underarter finns listade i Catalogue of Life.